# Hydrofob

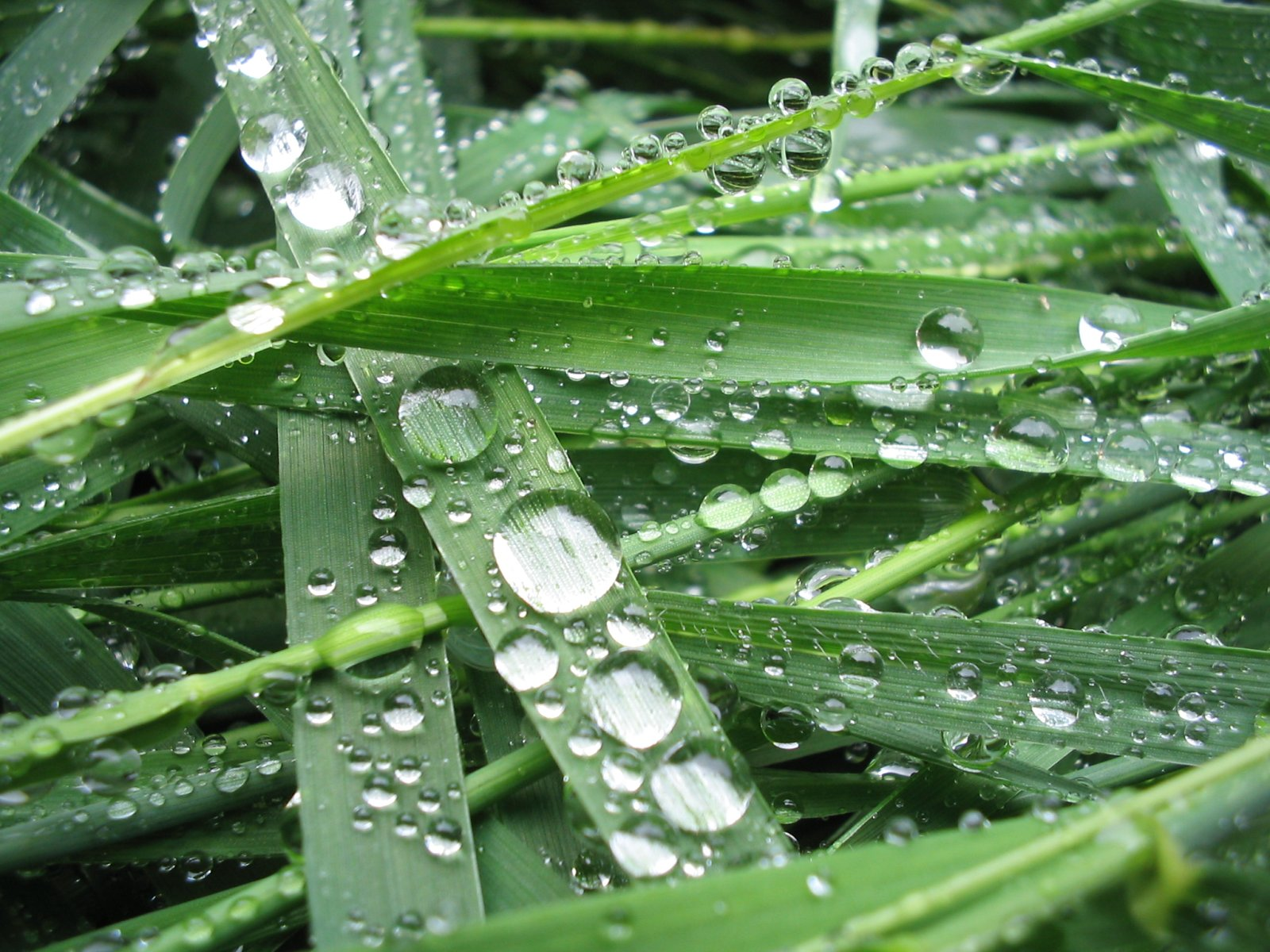
Vattendroppar på grässtråns hydrofoba ytor.

En hydrofob (av grekiskans hydro’phobus där hydro betyder "vatten" och fobos, "fruktan") är en molekyl eller molekyldel som tenderar att inte komma i kontakt med vatten. Detta kan yttra sig genom att de till exempel inte löser sig i vatten. En hydrofob kallas ofta lipofil, som snarare anger att den tenderar att befinna sig i kontakt med fett. Hydrofoba ämnen är vanligen lipofila, men det finns undantag som fluorkarboner och silikoner. Exempel på hydrofoba ämnen är teflon, vissa typer av silikon, fetter och kolväten.
Dessa egenskaper finns på grund av skillnader i elektrostatisk attraktionskraft mellan par av molekyler. Vattenmolekyler har medelstark attraktion till varandra, vätebindning. Hydrofoba molekyler har mycket svag attraktion till varandra och något starkare attraktion till vattenmolekyler. Det är attraktionen mellan vattenmolekylerna som pressar ut den hydrofoba molekylen. Det finns inte någon repulsion (åtskiljande kraft) inblandad i detta fenomen.[källa behövs]
Kolvätens hydrofobiska egenskaper kan förklaras med hjälp av olja och vatten. Anledningen till att vatten och olja separeras när de blandats kan jämföras med en attraktionslag som gör att vattenmolekylerna och kolvätemolekylerna delar på sig för att binda sig med andra molekyler av samma slag. Vattenmolekyler binder sig enkelt med varandra, de binds samman med vätebindningar, men binder sig sämre med kolvätemolekyler. Därför håller sig vattenmolekylerna till varandra istället för att binda sig med kolvätemolekylerna, vilket får till följd att vattnet och oljan separerar.
Lotusblomman har vattenavstötande egenskaper som forskare använt som modell för att skapa hydrofoba ytor, där vatten rinner bort i form av små droppar istället för att väta ned blomman. Lotusens blad har nanometerstora piggar över ytan, och genom att efterlikna dem tror forskare sig kunna skapa ytor som repellerar vatten, exempelvis på bilar eller elkraftverk. Fysikern Chuan-Hua Chen har kommit fram till den fysikaliska förklaringen för lotusens egenskaper; lotusen blir av med vattnet genom att skaka av sig vattendropparna med hjälp av olika vibrationer i naturen.
Olika funktionsmaterial för vattenavvisande ytterkläder använder sig av olika tekniker för att skapa hydrofoba ytor. Flera av materialen fungerar på det sättet att de har minimala hål/öppningar för att materialet ska kunna andas, vilka även släpper in och ut små vattenmolekyler som vattenånga och svett men stänger ute de större molekylerna som vattendroppar. På detta sätt blir kläderna vattenavstötande samtidigt som de andas. 
Även många fåglar har hydrofoba fjädrar, så att vatten rinner av deras kroppar istället för att sugas upp. Exempelvis antarktiska pingviner har en otroligt vattenbortstötande fjäderdräkt, med hjälp av minimala hål som fångar luft – vilket gör fjädrarna hydrofoba. De har även en form av skyddande olja som produceras av uropygialkörteln på sin stjärt. Denna olja gnider de in sig själva med.
Motsatsen till hydrofob kallas hydrofil, vilket betyder att ämnet eller ytan istället tycker om vatten och i kontakt med vatten sprider vattendropparna ut sig över ytan istället för att behålla droppformen, vilket är ett tecken på en hydrofob yta. Det finns även molekyler som både löser sig i fett och vatten, till exempel etanol och tensider, sådana molekyler består både av en polär (hydrofil) del och en opolär (hydrofob) del. Dessa molekyler kallas amfifila.